# El Grito del Pueblo
El Grito del Pueblo fue un periódico editado en Pontevedra entre 1901 y 1905.

## Trayectoria
Apareció el 17 de enero de 1901 con el subtítulo Bisemanario Republicano, hasta el número 103, del 12 de enero de 1902, que comenzó a subtitularse Semanario Republicano de Pontevedra, volviendo al encabezamiento original en el número 241. Inicialmente salía dos veces por semana y desde el número 103 apareció únicamente los domingos. Cuando volvió a ser bisemanal salía los jueves y domingos. De ideología republicana, fue fundado y dirigido por José Juncal Verdulla y también tuvo como director a Joaquín Poza Cobas. Incluyó artículos políticos, noticias del ayuntamiento pontevedrés y en la sección literaria colaboraron Aureliano Pereira, Curros Enríquez y Labarta Pose. Cesó su edición el 28 de mayo de 1905 con el número 259. Fue sustituido por La Acción.